# アイメン
アイメン (ドイツ語: Eimen) は、ドイツ連邦共和国ニーダーザクセン州ホルツミンデン郡北部に位置する町村（以下、本項では便宜上「町」と記述する）であり、ザムトゲマインデ・エッシャースハウゼン＝シュタットオルデンドルフを構成する自治体の一つである。マインツホルツェンとフォアヴォーレ集落がこの町に属す。

## 歴史
マインツホルツェンのエルファス連山には1832年から1849年まで、プロイセンの腕木通信の通信所があった。
ゴットハルト・プリュッシングが、1872年にフォアヴォーレに Portland-Cement-Fabrik Prüssing, Planck & Co.（セメント業）を設立した。
国家社会主義の時代、フォアヴォーレにユダヤ人の労働施設が設けられた。ここでは、たとえば金属工学と物理学の研究者であるベンノ・シュトラウス（1873年 - 1944年）が亡くなっている。

## 行政

### 議会
この町の議会は10議席からなる。

## 引用
1. ↑  Landesamt für Statistik Niedersachsen, LSN-Online Regionaldatenbank, Tabelle A100001G: Fortschreibung des Bevölkerungsstandes, Stand 31. Dezember 2023